# FLY AWAY (Leadの曲)
「FLY AWAY」（フライ・アウェイ）は、男性4人組ダンスユニットLeadが2003年2月5日に発売した3枚目のシングルである。

## 概要
初回封入特典はLead特製トレーディングカード1枚（全5種）、Leadオリジナル待ち受け画面・壁紙がダウンロードできるURL掲載、Lead主演映画『棒たおし!』割引券。
「FLY AWAY」は『棒たおし!』の主題歌。TBS系『U-CDTV』の2月度オープニングテーマでもある。

## 収録曲
1. FLY AWAY
（作詞：笹本安詞 & KATSU / ラップ詞：KATSU / 作曲、編曲：笹本安詞 / ストリングス・アレンジ：弦一徹）
パル企画配給映画『棒たおし!』主題歌
TBS系『U-CDTV』2月度オープニングテーマ
2. SHINING DAY
（作詞：笹本安詞 & KATSU / ラップ詞：KATSU / 作曲、編曲：笹本安詞）
3. FLY AWAY -Instrumental-
4. SHINING DAY -Instrumental-